# Гаркуша Ольга Федорівна
Ольга Федорівна Гаркуша (нар. 21 червня 1941 — ?) — українська радянська діячка, новатор виробництва, апаратниця Городищенського цукрового комбінату Черкаської області. Депутат Верховної Ради УРСР 8-го скликання.

## Біографія
З 1950-х років — апаратниця цукрового заводу Городищенського цукрового комбінату Черкаської області.
Потім — на пенсії у місті Городище Черкаської області.

## Нагороди
- ордени
- медалі